# ساختمان سیتی‌گروپ سنتر

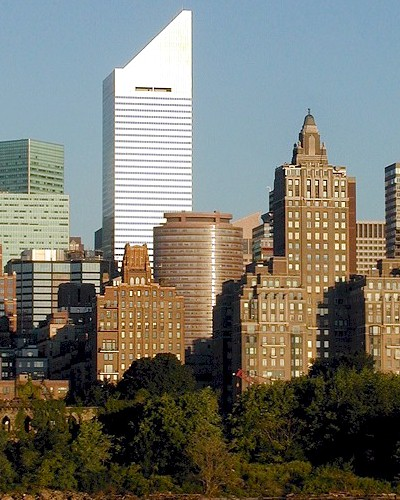
ساختمان سیتی‌گروپ سنتر در منهتن، نیویورک

سیتی‌گروپ سنتر (به انگلیسی: Citigroup Center) (در گذشته سیتی‌کورپ سنتر) یکی از ۱۰ آسمان‌خراش بلند در شهر نیویورک در ایالات متحده آمریکا است. این ساختمان در خیابان پنجاه و سوم در محله منهتن قرار دارد. سیتی‌گروپ سنتر دارای ۵۹ طبقه‌است و ۲۷۹ متر طول دارد و دارای ۱٫۳ میلیون فوت مربع (۱۲۰،۰۰۰ مترمربع) فضای اداری است. این ساختمان یکی از با ابهت‌ترین و متمایزترین ساختمان‌ها در افق نیویورک می‌باشد.
ساخت این ساختمان از ۱۹۷۴ آغاز و در ۱۹۷۷ میلادی خاتمه یافته‌است. ارزش این ساختمان ۱۹۵ میلیون دلار آمریکا است.
سقف سیتی‌گروپ دارای شیب ۴۵ درجه می‌باشد، چون در ابتدا قرار بود بر روی آن صفحه‌های خورشیدی(برای تولید انرژی) نصب شود. اما در نهایت این ایده عملی نشد چرا که صفحه‌های خورشیدی سقف آن مستقیماً مقابل خورشید قرار نمی‌گیرد.
سیتی‌گروپ سنتر هم‌اکنون پنجاه و هشتمین ساختمان بلند در جهان و بیست و دومین ساختمان بلند در ایالات متحده آمریکا می‌باشد.

## نگارخانه

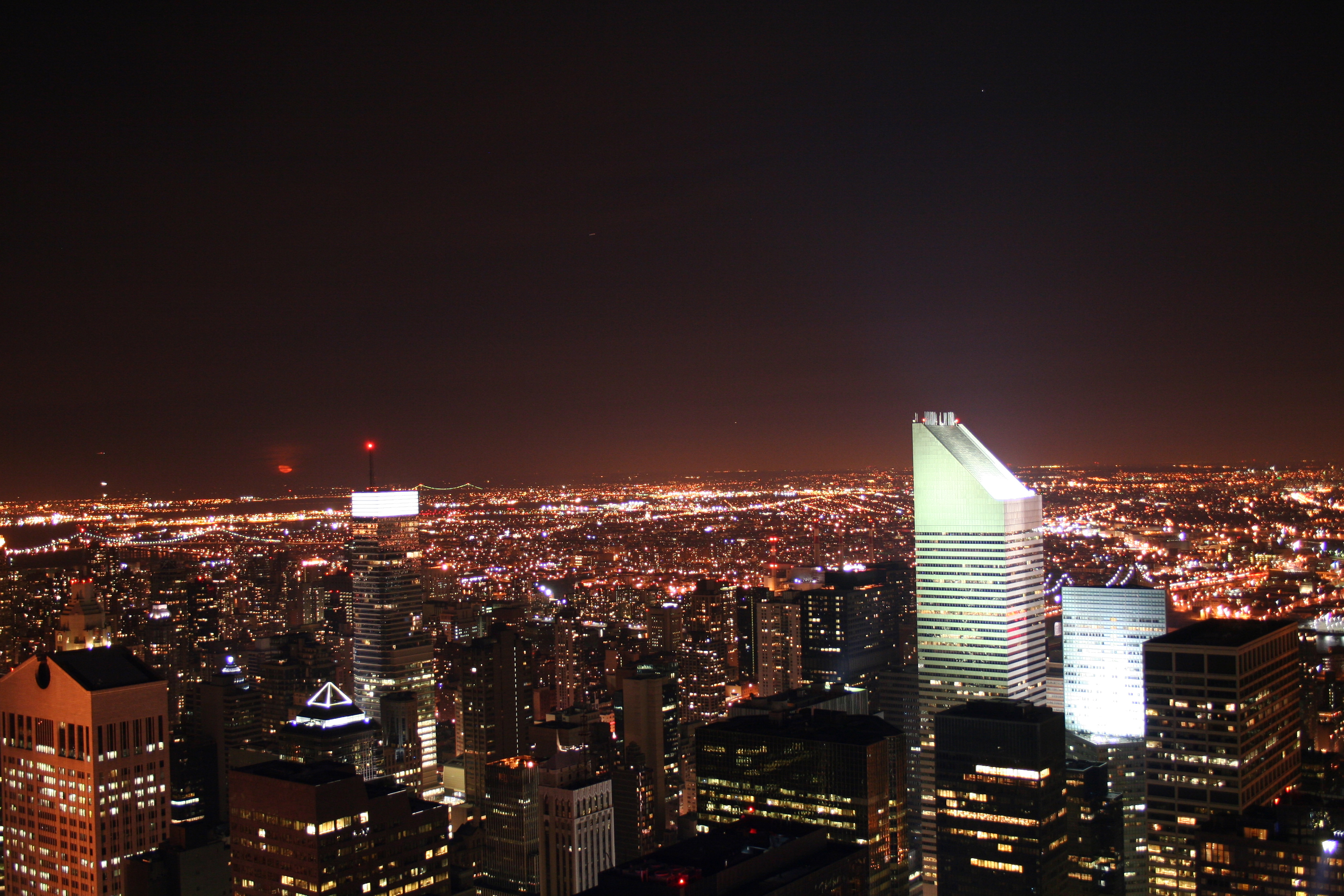
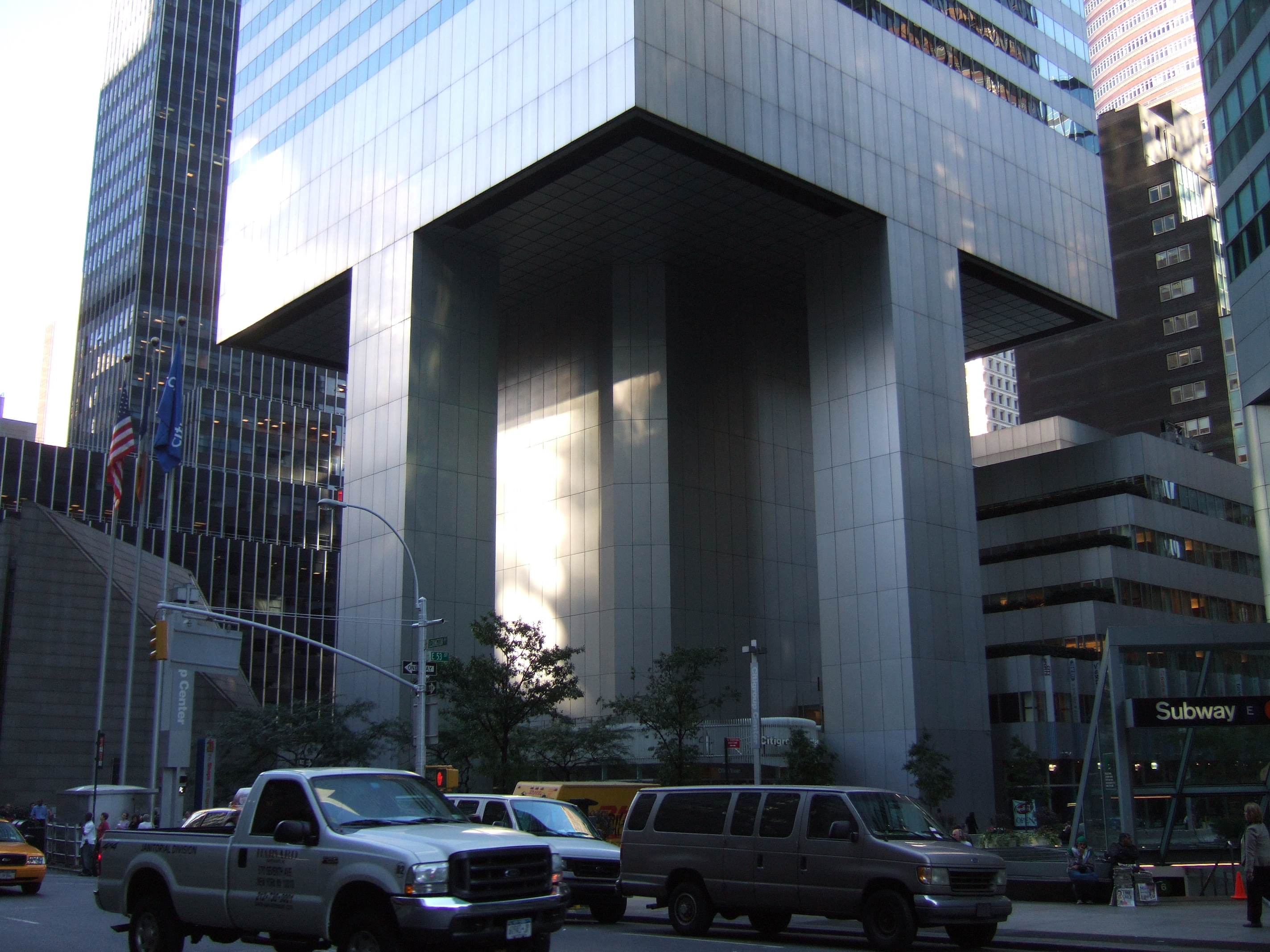
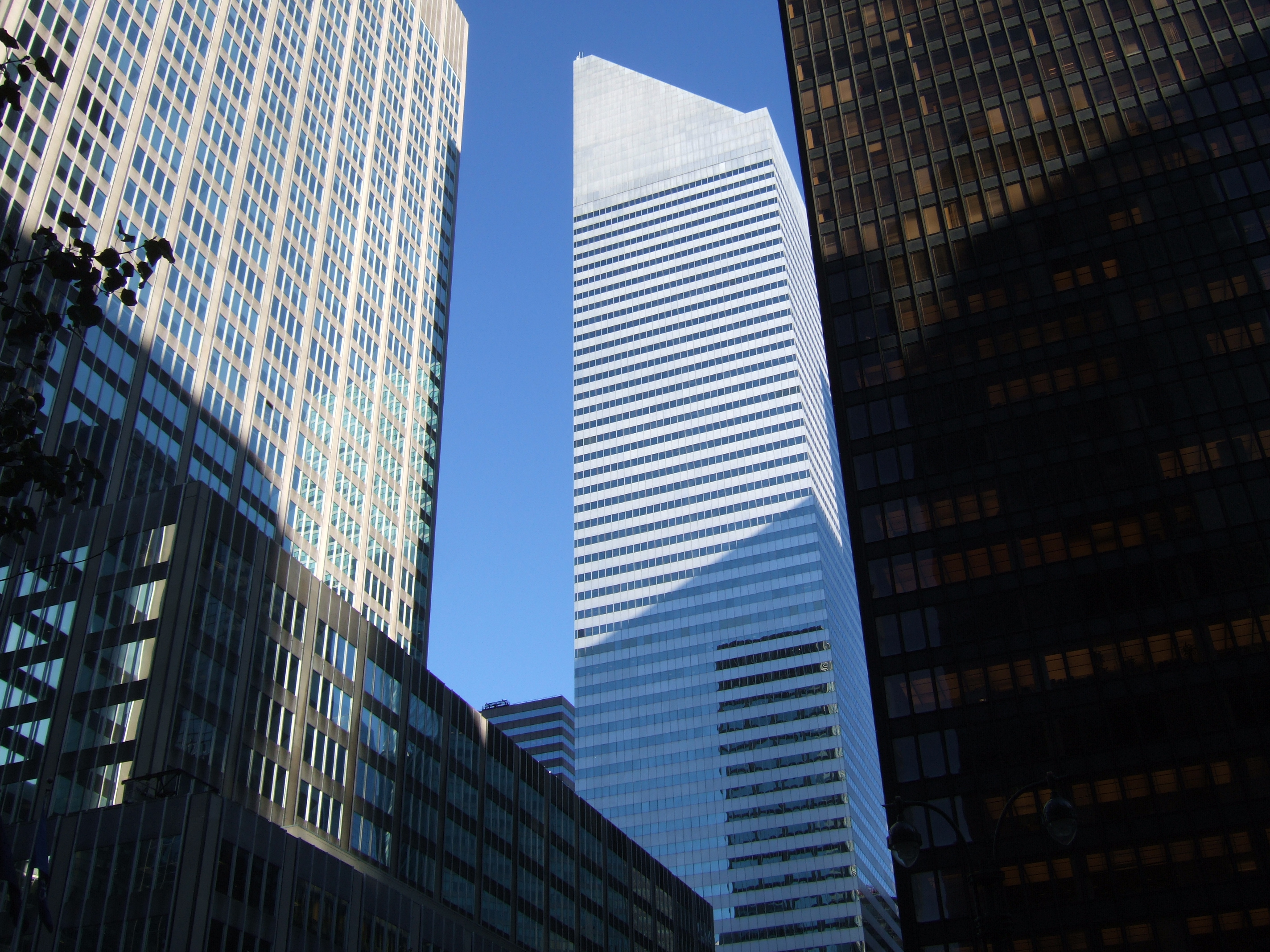
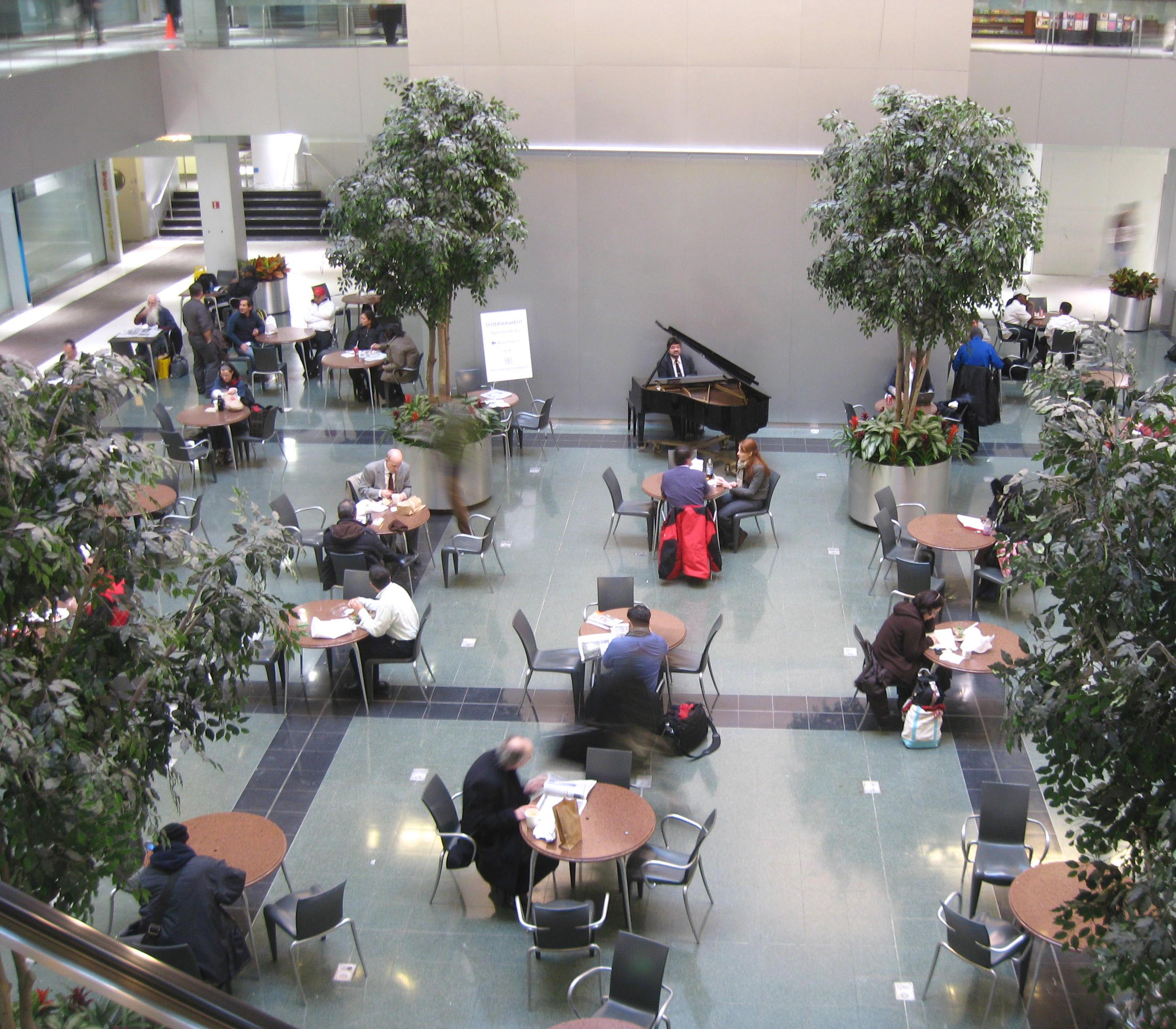